# 帝释所问经
帝释所问经，南传上座部佛教《巴利文大藏经》中的长部第二十一部经。
佛陀在王舍城外石窟中，帝释天在乾达婆青年般遮翼陪同下拜见佛陀。佛陀正入禅定。在等候时，般遮翼谈琴唱恋。之后，般遮翼向佛陀引见帝释天，帝释天告诉佛陀，迦比罗城释迦族女子瞿毗皈依佛法僧，舍弃女子心，后成为天神之子，命为瞿波。帝释天为佛陀朗诵瞿波歌。佛陀按照帝释天所问说法，之后帝释天向佛陀三呼致敬。
该佛经在汉传佛教的《大正新修大藏经》对应经典为《長阿含經·釋提桓因問經》（第1部第62卷）、《中阿含經·釋問經》第134经（第1部第632卷）、《帝釋所問經》（第1部第246卷）、《雜寶藏經·帝釋問事緣》卷六（第4部第476卷）。